# Línea 247 (EMT Madrid)
La línea 247 de la EMT de Madrid une la estación de Atocha con la Colonia San José Obrero (distrito de Carabanchel).

## Características
La línea conecta el intercambiador de transportes de Atocha, pasando por la Plaza de Legazpi, con parte de Usera, el intercambiador de transportes de Plaza Elíptica y la Colonia San José Obrero del barrio de Puerta Bonita (Carabanchel).
El origen de esta línea está en una variante de la línea 47 que diera servicio a la Colonia San José Obrero (Puerta Bonita), señalizada como 47 tachado por una línea roja, creada después de la eliminación de la línea 117 (Embajadores-Colonia de San José Obrero, antigua P-17, municipalizada) el 27 de marzo de 1980. Esta línea compartía recorrido con la principal hasta un poco más allá de la Plaza Elíptica, separándose al principio de la Avenida de Abrantes. Con la reorganización de la nomenclatura debida a la instalación generalizada de teleindicadores electrónicos en lugar de tablillas, la variante de la línea 47 se convirtió en la actual línea 247, que sigue complementando a la 47 entre Atocha y Plaza Elíptica.
En el año 2014 la línea 247 suspendió su servicio en domingos y festivos, fruto de una decisión del Consorcio de Transportes que afectó a 8 líneas de EMT Madrid. Esta decisión fue revertida en 2018, cuando todas las líneas recuperaron el servicio habitual.

### Frecuencias
| Lunes a viernes laborables |               |
| De 6:00 a 8:00             | 23-28 minutos |
| De 8:00 a 21:00            | 24-25 minutos |
| De 21:00 a 23:00           | 25-35 minutos |
| Sábados laborables         |               |
| De 6:00 a 9:00             | 23-28 minutos |
| De 9:00 a 22:00            | 23-25 minutos |
| De 22:00 a 23:00           | 25-35 minutos |
| Domingos y festivos        |               |
| De 7:00 a 17:00            | 26-33 minutos |
| De 17:00 a 22:00           | 23-28 minutos |
| De 22:00 a 23:00           | 27-38 minutos |

## Recorrido y paradas

### Sentido Colonia San José Obrero
NOTA: Debido a las obras de ampliación de la línea 11 de Metro, las paradas sombreadas en naranja sustituyen a aquellas sombreadas en rojo.
La línea inicia su recorrido en la calle Tortosa, cerca de la estación de Atocha. Nada más empezar, gira a la derecha para incorporarse a la calle Áncora, que recorre entera siguiendo tras la intersección con el paseo de las Delicias por la calle Palos de la Frontera hasta la intersección con la calle Batalla del Salado, donde gira a la izquierda para bajar por ella.
Al final de la calle Batalla del Salado, la línea gira a la izquierda por la calle Embajadores, que recorre hasta la Plaza de la Beata María Ana de Jesús, donde gira a la derecha para circular por el paseo de las Delicias hasta la Plaza de Legazpi.
Saliendo de la Plaza, franquea el río Manzanares por el Puente de Andalucía o de la Princesa hasta llegar a la Glorieta de Cádiz, donde toma la salida de la calle Marcelo Usera, por la que se adentra en el distrito de Usera.
Recorre esta calle entera hasta llegar a la Plaza Elíptica, saliendo de esta plaza por la Avenida de Oporto, ya en el distrito de Carabanchel. Al poco de empezar la avenida, gira a la izquierda para incorporarse a la Avenida de Abrantes, por la que circula hasta la intersección con la calle Pelícano, girando a la derecha para incorporarse a la misma entrando en el barrio de Puerta Bonita.
Dentro de este barrio, la línea circula por las siguientes vías: Pelícano, Plaza de Tarifa, Jilguero y Álvarez Abellán. Al final de la última, gira a la izquierda por la calle Clara Campoamor, donde tiene su cabecera, dentro de la Colonia San José Obrero.
| Código | Parada                               | Común con                 | Conexiones con Metro y Cercanías | Otros |
| ------ | ------------------------------------ | ------------------------- | -------------------------------- | ----- |
| 2420   | ATOCHA (C/ Tortosa, 4)               | 47 55                     | Atocha                           |       |
| 2421   | Metro Palos de la Frontera           | 8 47 55 102               | Palos de la Frontera             |       |
| 1976   | Centro Dotacional Arganzuela         | 19 45 47 86               | Palos de la Frontera             |       |
| 1186   | Ferrocarril                          | 8 19 45 47 86             |                                  |       |
| 1187   | Batalla del Salado-Embajadores       | 8 19 45 47 86             |                                  |       |
| 1188   | Beata                                | 8 19 45 47 59 85 86       |                                  |       |
| 1170   | Legazpi                              | 8 19 45 47 59 62 76 85 86 | Legazpi                          |       |
| 1935   | Glorieta de Cádiz                    | 6 47 78                   |                                  |       |
| 2423   | Marcelo Usera-Olvido                 | 47                        |                                  |       |
| 2424   | Marcelo Usera-Ferroviarios           | 47                        | Usera                            |       |
| 2426   | Marcelo Usera-Gabriel Usera          | 47                        |                                  |       |
| 2428   | Marcelo Usera-Rafaela Ybarra         | 47 60 81                  |                                  |       |
| 2430   | Plaza Elíptica                       | 47 81                     | Plaza Elíptica                   |       |
| 3929   | Intercambiador Plaza Elíptica        | 47 116 E1 SE832           | Plaza Elíptica                   |       |
| 51093  | Braganza-Vía Lusitana                | 47                        |                                  |       |
| 2434   | Abrantes-Oporto                      | 47                        |                                  |       |
| 2436   | Abrantes-Portalegre                  | 47                        |                                  |       |
| 2464   | Pelícano-Argüeso                     |                           |                                  |       |
| 2465   | Camino Viejo Leganés-Pelícano        |                           |                                  |       |
| 2466   | Plaza Tarifa                         |                           |                                  |       |
| 2467   | SAN JOSÉ OBRERO (C/ Clara Campoamor) |                           |                                  |       |

### Sentido Atocha
La línea inicia su recorrido en la calle Clara Campoamor próxima a la intersección con la calle Álvarez Abellán. Desde aquí circula por la calle Clara Campoamor hasta la intersección con la calle Avefría, donde gira a la izquierda, recorriendo esta calle hasta llegar a la Plaza de Tarifa, donde continúa de frente por la calle Jilguero recorriéndola entera hasta la intersección con el Camino viejo de Leganés donde gira a la izquierda para adentrarse en la misma.
Circulando por el Camino Viejo de Leganés, la línea gira a la derecha para incorporarse a la Avenida de Oporto, por la que circula a continuación hasta llegar a la intersección con la calle Braganza girando a la derecha incorporándose en la misma recorriendo la en su totalidad hasta llegar a la intersección con la Via Lusitana girando a la izquierda por la misma hasta llegar a la Plaza Elíptica.
A partir de aquí, el recorrido de vuelta es igual al de ida en sentido contrario (calle Marcelo Usera, Puente de Andalucía, plaza de Legazpi y paseo de las Delicias) hasta llegar a la plaza de la Beata María Ana de Jesús. En este punto, la línea continúa por el paseo de las Delicias hasta la intersección con la calle Tortosa, donde gira a la derecha para circular por esta calle hasta la cabecera.
| Código | Parada                                 | Común con              | Conexiones con Metro y Cercanías | Otros |
| ------ | -------------------------------------- | ---------------------- | -------------------------------- | ----- |
| 2467   | SAN JOSÉ OBRERO (C/ Clara Campoamor)   |                        |                                  |       |
| 2468   | Clara Campoamor                        |                        |                                  |       |
| 2469   | Plaza Tarifa                           |                        |                                  |       |
| 2470   | Camino Viejo Leganés-Pelícano          | 118                    |                                  |       |
| 2471   | Avenida de Oporto-Camino Viejo Leganés | 55 81 108              |                                  |       |
| 2472   | Opañel                                 | 55 81                  | Opañel                           |       |
| 4661   | Braganza                               | 47                     |                                  |       |
| 3903   | Intercambiador Plaza Elíptica          | 47 116 E1 SE832        | Plaza Elíptica                   |       |
| 2431   | Plaza Elíptica-Marcelo Usera           | 47                     |                                  |       |
| 2429   | Marcelo Usera-Rafaela Ybarra           | 47 60 81               |                                  |       |
| 2427   | Marcelo Usera-Gabriel Usera            | 47                     |                                  |       |
| 2425   | Marcelo Usera-Ferroviarios             | 47                     | Usera                            |       |
| 4352   | Marcelo Usera-Olvido                   | 47                     |                                  |       |
| 1936   | Glorieta de Cádiz                      | 47                     |                                  |       |
| 3858   | Legazpi                                | 47 59 62 76 85 86      | Legazpi                          |       |
| 1182   | Beata                                  | 8 19 45 47 59 85 86    |                                  |       |
| 5036   | Delicias-Cáceres                       | 8 19 45 47 59 85 86    |                                  |       |
| 1183   | Estación de Delicias                   | 19 45 47 59 85 86      | Delicias                         |       |
| 1184   | Metro Palos de la Frontera             | 6 19 45 47 55 59 85 86 | Palos de la Frontera             |       |
| 2420   | ATOCHA (C/ Tortosa, 4)                 | 47 55                  | Atocha                           |       |